# 凹頭

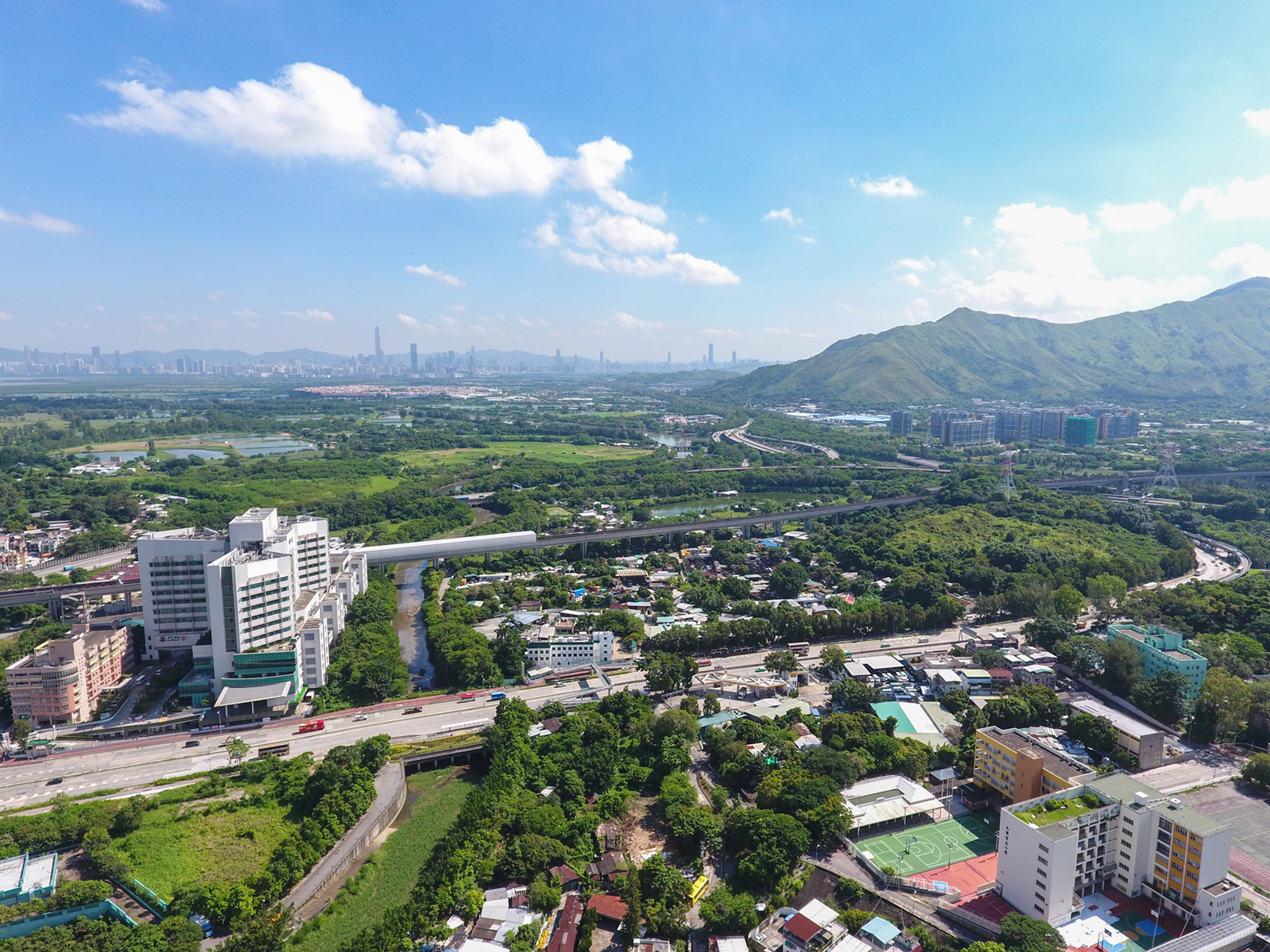
凹頭

凹頭（英語：Au Tau）（亦寫作坳頭，「凹」依古時的讀音，粵音「坳」，國音āo）是位於香港新界元朗區元朗市中心東面的一個山坳，得名自元朗蠔殼山北麓和一座海拔約四十一米高的小山之間的小山坳，古時是元朗和錦田的分界線，現時也作爲附近一帶地方的地名。凹頭由青山公路分開南北，博愛醫院位於北面，朗善邨位於南面；其東面為錦田及錦田河，其西面則是十八鄉。

## 主要地點
青山公路以北：
- 博愛醫院
- 小商新村
- 東成里
- 蠔洲嶺
- 潘屋（周邊獅子屋村）

青山公路以南：
- 楊屋村
- 石塘村
- 元朗官立小學
- 東華三院馬振玉紀念中學（前身為元朗公立中學及更早的凹頭警署）
- 朗善邨（前身為凹頭政府職員宿舍）

## 接駁交通
凹頭、牛潭尾、新田三站均會在北環綫興建時預留，但不會與北環綫同時啟用。

## 註腳
1. ↑  . 2005-12-21  [2009-01-02]. （原始内容存档于2009-02-09）.